# Тугоркан
Тугоркан (Тогортак; 1028 — 19 июля 1096) — половецкий хан, ближайший соратник Боняка. Вместе с Боняком объединил под своей властью несколько западных половецких орд.
Историк Васильевский приводит версию происхождения имени Тугоркана от тюркского Togri-Tarxan или Tugar-tegin.

## Биография
Наиболее ранние известия о Тугоркане, так же как и о хане Боняке, встречаются в сочинениях византийской царевны Анны Комнины. В то время печенеги, продвигавшиеся на Балканы под натиском половцев, вторглись в византийские владения, не довольствуясь отведёнными им землями на северной границе империи. На призыв императора Алексея Комнина о помощи откликнулись половецкие ханы Тугоркан и Боняк, пришедшие с войсками в Византию в 1091 году. Ни византийцы, ни половцы не доверяли друг другу, однако сражение между половцами и печенегами закончилось полным разгромом последних.

«Следствием этой победы было полное физическое уничтожение всей печенежской орды. Многие из них пали ещё на поле битвы, другие встретили смерть в плену. Пленных оказалось так много, что на одного римского воина приходилось по 30 пленных печенегов. Опасаясь, что ночью, когда усталые греки заснут, печенеги сумеют освободиться, византийский военачальник Синесий приказал их всех умертвить. Утром император узнал об этом событии и едва не приказал казнить своевольца — только горячее заступничество остальных полководцев спасло Синесия. Но сама эта акция настолько поразила даже видавших виды варваров, что наутро испуганные половцы снялись с лагеря, полного трупов, и поспешили в родные степи, опасаясь, что византийцы как-нибудь сумеют перебить и их. Комнину пришлось даже высылать за ними погоню, чтобы передать ханам дары и половину добычи — как он обещал им накануне сражения (Комнин Анна. Алексиада. Книга 8, главы 5, 6. С. 236, 238.)».
 Половцы, испугавшись жестокости союзников, отступили к Дунаю, где были разбиты венграми и ушли в приднепровские степи.
В 1093 году в союзе с Боняком вёл войну со Святополком Изяславичем. В 1094 году был заключён мир и Святополк взял в жёны дочь Тугоркана, в крещении Елену, от которой происходят:
- Брячислав (Павел)[3] (1104—1123), князь Туровский 1118? — 1123
- Изяслав (ум. 1127), князь Клецкий, князь Туровский 1123

В 1095 году вместе с Боняком отправился в поход в Византию, окончившийся неудачей: в нём погибли более половины отправившихся в Византию воинов, а вся добыча была отнята в одном из сражений с преследующим их императорским войском. Вместе с Курей вторгся в Переяславское княжество, 30 мая 1096 года осадил Переяславль, однако был разбит подоспевшими 19 июля дружинами Святополка и Владимира Мономаха. Тугоркан вместе с сыном погиб в битве. Святополк счёл своим долгом найти на поле сражения труп своего тестя и похоронить его «на могиле» поблизости от Берестова.

## В генеалогии
Некоторые исследователи называют потомками Тугоркана угасший литовско-русский княжеский род Половцов-Рожиновских, а через них и дворян Половцовых.

## В фольклоре
В летописях Руси имя Тугоркана наряду с Боняком упоминается с особой антипатией. Тугоркан нашёл отражение и в фольклоре как злостный враг Руси. Так, он многократно упоминается в былинах под именем Тугарина или Тугарина Змеевича.